# Cylinder dociskowy
Cylinder dociskowy – jeden z trzech podstawowych cylindrów w rotacyjnych maszynach drukarskich. Dociska zadrukowywane podłoże do cylindra pośredniego (gumowego), dzięki czemu możliwe jest przeniesienie obrazu z formy na podłoże (np. papier)